# Resolució 972 del Consell de Seguretat de les Nacions Unides
La Resolució 972 del Consell de Seguretat de les Nacions Unides fou adoptada per unanimitat el 13 de gener de 1995. Després de reafirmar les resolucions 813 (1993), 856 (1993), 866 (1993), 911 (1994) i 950 (1994) va discutir el procés de pau a Libèria i va prorrogar el mandat de la Missió d'Observació de les Nacions Unides a Libèria (UNOMIL) fins al 13 d'abril de 1995.
El Consell va començar elogiant la Comunitat Econòmica dels Estats de l'Àfrica Occidental (CEDEAO) i el seu president, el President del Ghana Jerry Rawlings pels seus esforços a Libèria i la signatura de l'acord d'Accra el 21 de desembre de 1994. Foren elogiats els estats que havien contribuït al Grup de Monitorització de la Comunitat Econòmica dels Estats de l'Àfrica Occidental (ECOMOG). S'esperava que la cimera es reuniria amb els estats membres de la CEDEAO per harmonitzar les seves polítiques. Es va expressar preocupació pel flux continu flux d'armes al país violant un embargament d'armes, i a conseqüència de l'escassa seguretat, la situació humanitària s'ha deteriorat. Els líders i parts de Libèria van ser cridats a defensar l'alto el foc acordat en l'Acord d'Accra.
Es va demanar a les parts que cooperessin en relació amb l'alto el foc, desarmament, desmobilització i instal·lació d'un nou Consell d'Estat. Tornar la UNOMIL al seu nivell prèviament autoritzat dependria de l'aplicació de l'alto el foc, i es demana al Secretari General Boutros Boutros-Ghali que informi abans l'1 de març de 1995 sobre l'evolució. Tots els països estaven obligats a observar estrictament l'embargament d'armes a Libèria i contribuir al fons fiduciari, prestant assistència a ECOMOG. La resolució va concloure demanant a les parts liberianes garantir la seguretat del personal de les Nacions Unides i respectar el dret internacional humanitari.